# 行橋厚生病院
行橋厚生病院（ゆくはしこうせいびょういん）は福岡県行橋市にある精神科・内科病院。主に糖尿病治療・気分障害（うつ・躁うつ病）の治療をおこなっている。
診療科目は内科、循環器科、精神科、心療内科、リハビリテーション科の5科あり、内視鏡、ヘリカルCT、エコー、Ｘ線テレビ、自動血液ガス分析、自動生化学分析、ホルター心電計等の設備を保有している。
付属施設として、あざみ訪問看護ステーション、グループホームわかばがある。
精神科病院には、数少ない常勤理学療法士のいる理学療法室を保有している。
また、2018年4月より児童思春期外来が開設された。

## 周辺施設
- 行橋駅
- 令和コスタ行橋駅
- ゆめタウン行橋
- コスタ行橋
- かわかみ薬局行橋厚生病院前店
- そらいろ保育園

## アクセス
- 福岡市内から行橋厚生病院まで車で約1時間
- JR博多駅から行橋駅まで電車で約1時間
- JR行橋駅から行橋厚生病院まで車で約5分[2]
- 平成筑豊鉄道令和コスタ行橋駅から行橋厚生病院まで車で約5分